# Équipe cycliste Armée de terre

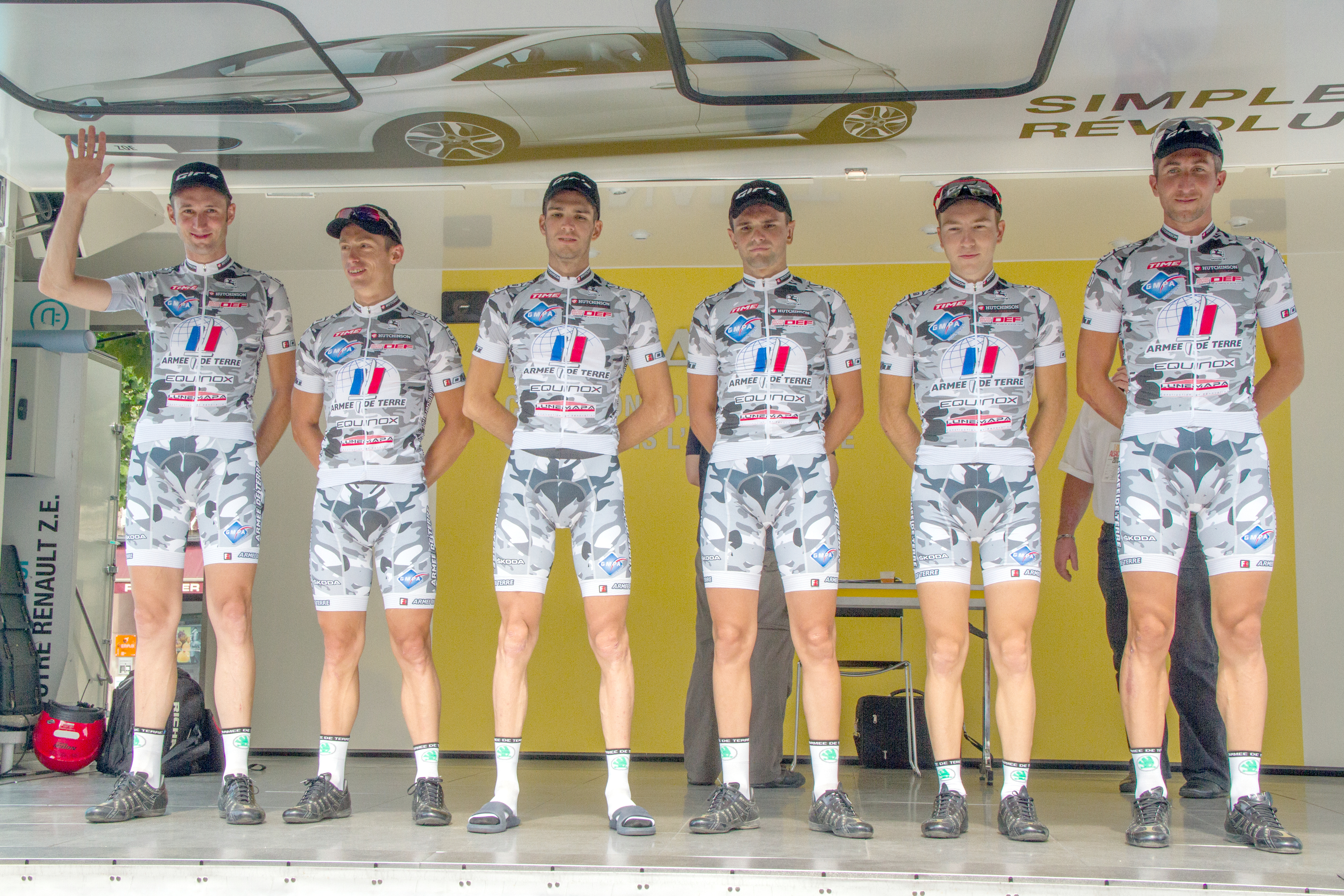
L’équipe Armée de terre au départ de la 3e étape du Tour Alsace à Strasbourg le 25 juillet 2013.

L'équipe cycliste Armée de terre est une équipe cycliste française active entre 2011 et 2017. L'équipe est parrainée depuis sa création en 2011 par l'Armée de terre française et tous ses cyclistes sont des militaires professionnels. Après avoir participé avec succès au niveau amateur français, elle obtient le statut d'équipe continentale au début de la saison sur route 2015. Elle disparaît à la fin de la saison 2017.

## Histoire de l'équipe

### Années amateures
L'équipe cycliste Armée de terre est lancée fin 2010, sous la direction de David Lima da Costa. Elle fait suite à une longue histoire de l'armée française qui soutient individuellement les soldats depuis de nombreuses années dans leur carrière de cycliste. La première saison de course de l'équipe a lieu en 2011.  
Elle est fondée avec l'intention de participer à l'effort de recrutement de l'armée. L'équipe offre des avantages exceptionnels à ses coureurs, comme une carrière potentielle dans l'armée, l'hébergement et des structures d'entrainement rarement fournis pour une équipe nationale. L'équipe reçoit environ 40 demandes de coureurs qui souhaitent la rejoindre pour sa première saison, notamment des amateurs de haut niveau et des coureurs professionnels. Le processus d'embauche est rendu plus compliqué par l'exigence d'enrôler les coureurs comme soldats. 
L'équipe bénéficie d'un budget d'une équipe continentale, mais la direction a d'abord choisi de participer aux courses amateures du calendrier français, au sein de la Division Nationale. Lors de la première saison de l'équipe, elle se classe quatrième de la deuxième division de la Division Nationale (DN2° et est promue en première division (DN1) pour la saison 2012. Avec 22 victoires en 2012, l'équipe termine en deuxième position de la DN1. 
En 2013, l'équipe de l'Armée de terre occupe la tête du classement de la Coupe de France DN1 pendant six des huit manches. Elle est dépassée par la formation Vendée U en fin de saison et échoue à la deuxième place. Benoît Sinner est le coureur ayant obtenu le plus de points lors des courses de cette coupe, et celui qui a obtenu des points lors du plus grand nombre de courses (10 sur 12). Il obtient quatre victoires sur cette Coupe de France : le Grand Prix Souvenir Jean-Masse, le Grand Prix de Vougy et deux étapes des Boucles de la Marne. L'Armée de terre est la première lauréate du « trophée ACCDN-ROCC », disputé sur l'ensemble des courses adhérant au Rassemblement des organisateurs de courses cyclistes (ROCC), par les coureurs membres des clubs de Divisions nationales. Rudy Barbier en remporte le classement individuel espoir.
L'équipe domine la saison 2014 sur le calendrier national en France, remportant 61 courses et la Coupe de France des clubs,.

### Équipe continentale

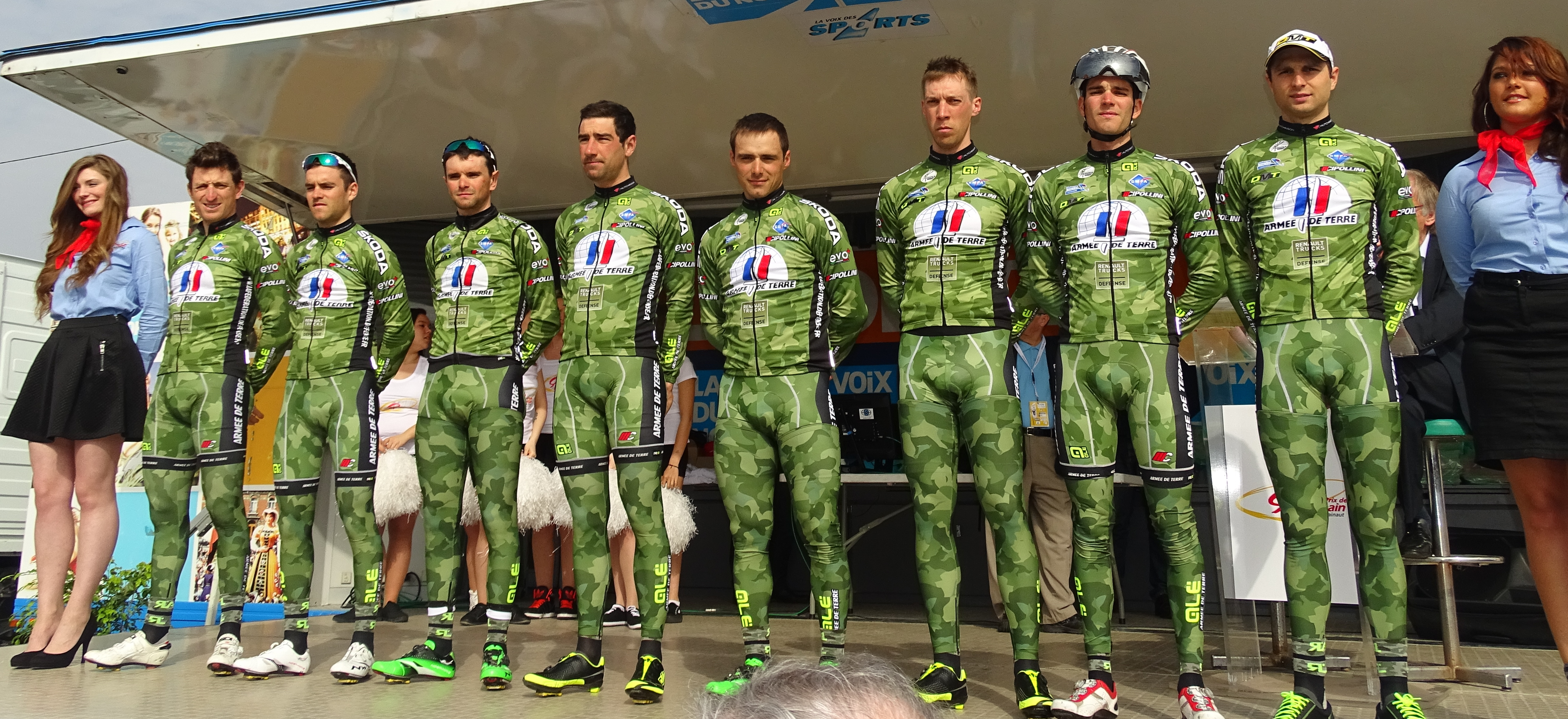
L'équipe lors du Grand Prix de Denain 2015.

Ayant reçu le soutien de la direction militaire pour quatre années supplémentaires, l'équipe commence à explorer l'idée de devenir une équipe continentale pour la saison 2015, avec le soutien de sponsors civils. Le vendredi 11 décembre 2014, il est rendu public que l'équipe obtient son statut d'équipe continentale pour la saison 2015. Cette promotion est compliquée en raison des règles concernant les cyclistes français. Les coureurs des équipes continentales ne sont pas considérés comme des professionnels par l'UCI, mais les règles en France imposent que les équipes octroient un contrat professionnel aux coureurs. Les coureurs de l'Armée de terre étant des soldats plutôt que les cyclistes professionnels, une exception doit être faite pour autoriser l'équipe à concourir. L'équipe conserve plusieurs de ses coureurs de la saison 2014 dans ses rangs, notamment le champion de France amateurs Yann Guyot. Les coureurs continuent à vivre dans la caserne de l'équipe, deux dans chaque chambre ; si les organisateurs de course ne fournissent pas d'hébergement aux coureurs, ils dorment dans la caserne militaire la plus proche. Chaque coureur suit une formation militaire pendant les deux mois sans courses en fin d'année, tout en poursuivant l'entrainement en tant que cycliste, ainsi que l'apprentissage d'une spécialité militaire.
Le maillot de l'équipe est le même que les années précédentes : une tenue avec un motif de camouflage rappelle le caractère militaire de l'équipe. Les vélos de l'équipe sont fournis par la marque de Mario Cipollini et ils sont également décorés avec un motif de camouflage.
L'équipe  fait ses débuts à ce niveau sur l'Étoile de Bessèges, une course classée en 2.1. Elle participe ensuite au Tour du Haut-Var, où Quentin Pacher termine quinzième général et remporte le maillot blanc du meilleur jeune,. Le week-end suivant, l'équipe obtient ses premiers top 10 sur deux courses françaises : huitième de la Classic Sud Ardèche avec Romain Combaud et septième de la Drôme Classic avec Yann Guyot,. La première victoire de l'équipe à ce niveau arrive lors du Tour du Loir-et-Cher 2015, où Guyot remporte la troisième étape dans un sprint à deux.
Lors de la saison 2016, l'équipe remporte trois nouvelles victoires en France sur les courses UCI. Fin août, elle envisage de devenir une équipe continentale professionnelle à partir de 2017. Ceci lui permettrait de postuler pour obtenir des wildcards sur des courses World Tour, dont le Tour de France. 
La saison 2017 est finalement la troisième de l'équipe au niveau continental (troisième échelon des équipes professionnelles). L'équipe recrute plusieurs coureurs d'équipes World Tour et continentales professionnelles, dont Damien Gaudin (AG2R La Mondiale), Julien Loubet et Steven Tronet (Fortuneo-Vital Concept), ainsi que le triple champion du monde sur piste Morgan Kneisky (Raleigh-GAC). Elle réalise sa meilleure saison, en remportant 23 victoires sur route, dont trois en hors catégorie et deux titres mondiaux sur piste.
En novembre 2017, le ministère des Armées annonce la disparition de l'équipe à l'issue de cette saison 2017. L'annonce tardive de l'arrêt de la structure oblige les coureurs à retourner chez les amateurs ou à arrêter leur carrière de coureur. L'Armée de terre conserve néanmoins sous contrat les pistards François Pervis, Michaël D'Almeida et Morgan Kneisky.

## Principales victoires

### Courses d'un jour
- Bordeaux-Saintes : Yann Guyot (2013) et Alexis Bodiot (2014)
- Paris-Mantes-en-Yvelines : David Menut (2014), Fabien Canal (2017)
- Grand Prix des Marbriers : Yann Guyot (2014)
- Grand Prix Cristal Energie : Yann Guyot (2014)
- Paris-Troyes: Yannis Yssaad (2017)
- Tour du Finistère : Julien Loubet (2017)
- Tro Bro Leon : Damien Gaudin (2017)
- Grand Prix de Nogent-sur-Oise : Jordan Levasseur (2017)

### Courses par étapes
- Tour des Pays de Savoie : Yoann Barbas (2013)
- Paris-Arras Tour : Jordan Levasseur (2017)

### Championnats du monde
- Championnats du monde de cyclisme sur piste : 2
  - Omnium : Benjamin Thomas (2017)
  - Course à l'américaine : Morgan Kneisky et Benjamin Thomas (2017)

### Championnats continentaux
- Championnat d'Europe de cyclisme sur piste : 4
  - Poursuite par équipes espoirs : 2016 (Benjamin Thomas)
  - Poursuite par équipes : 2016 et 2017 (Benjamin Thomas)
  - Championnat d'Europe de course à l'américaine masculin : 2017 (Benjamin Thomas)

### Championnats nationaux
- Championnats de France sur route : 2
  - Course en ligne amateurs : 2014 (Yann Guyot)
  - Contre-la-montre espoirs : 2014 (Bruno Armirail)
- Championnats de France de cyclo-cross : 1
  - Espoirs : 2012 (Julian Alaphilippe)
- Championnats de France de cyclisme sur piste : 3
  - Course l'américaine : 2016 (Benjamin Thomas et Jordan Levasseur)
  - Omnium : 2016 et 2017 (Benjamin Thomas)

## Classements UCI
L'équipe participe aux circuits continentaux et principalement à des épreuves de l'UCI Europe Tour. Les tableaux ci-dessous présentent les classements de l'équipe sur les différents circuits, ainsi que son meilleur coureur au classement individuel.
UCI Europe Tour
| Saison | Classement par équipes | Meilleur coureur au classement individuel |
| ------ | ---------------------- | ----------------------------------------- |
| 2015   | 57e                    | Romain Combaud (186e)                     |
| 2016   | 26e                    | Julien Duval (78e)                        |
| 2017   | 9e                     | Benjamin Thomas (40e)                     |

## Effectif en 2017
| Effectif 2017                                               | Effectif 2017     | Effectif 2017 | Effectif 2017                       |
| Cycliste                                                    | Date de naissance | Pays          | Équipe précédente                   |
| ----------------------------------------------------------- | ----------------- | ------------- | ----------------------------------- |
| Bryan Alaphilippe                                           | 17 août 1995      | France        | Guidon Chalettois (2014)            |
| Romain Campistrous                                          | 16 juillet 1992   | France        | GSC Blagnac Vélo Sport 31 (2016)    |
| Fabien Canal                                                | 4 avril 1989      | France        | US Giromagny VTT (2013)             |
| Bastien Duculty                                             | 28 novembre 1992  | France        | VC Villefranche Beaujolais (2016)   |
| Thibault Ferasse                                            | 12 septembre 1994 | France        | UC Nantes Atlantique (2015)         |
| Damien Gaudin                                               | 20 août 1986      | France        | AG2R La Mondiale (2016)             |
| Yann Guyot                                                  | 26 février 1986   | France        | Sojasun espoir-ACNC (2010)          |
| Morgan Kneisky                                              | 31 août 1987      | France        | Team Raleigh GAC (2016)             |
| Romain Le Roux                                              | 3 juillet 1992    | France        | BIC 2000 (2012)                     |
| Kévin Lebreton                                              | 30 octobre 1993   | France        | UC Cholet 49 (2013)                 |
| Jordan Levasseur                                            | 29 mai 1995       | France        | USSA Pavilly Barentin Junior (2013) |
| Julien Loubet                                               | 11 janvier 1985   | France        | Fortuneo-Vital Concept (2016)       |
| Jérôme Mainard                                              | 25 août 1986      | France        | CR4C Roanne (2014)                  |
| Stéphane Poulhiès                                           | 26 juin 1985      | France        | Occitane CF (2015)                  |
| Jimmy Raibaud                                               | 13 novembre 1991  | France        | CR4C Roanne (2014)                  |
| Thomas Rostollan                                            | 18 mars 1986      | France        | AVC Aix-en-Provence (2015)          |
| Benjamin Thomas                                             | 12 septembre 1995 | France        | Bourges EC 18 (2014)                |
| Steven Tronet                                               | 14 octobre 1986   | France        | Fortuneo-Vital Concept (2016)       |
| Yannis Yssaad                                               | 25 juin 1993      | France        | Sojasun espoir-ACNC (2015)          |
|                                                             |                   |               |                                     |
| Sources : ProCyclingStats Cycling Quotient Cycling Archives |                   |               |                                     |

## Saisons précédentes
- Armée de terre en 2015
- Armée de terre en 2016
- Armée de terre en 2017